# Maher Hasnaoui
Maher Hasnaoui (* 22. September 1989) ist ein tunesischer Radrennfahrer.
Hasnaoui wurde 2008 tunesischer Meister im Straßenrennen. Im Jahr 2013 gewann er mit der Challenge du Prince – Trophée de la Maison Royale seinen ersten internationalen Wettbewerb. 2015 gewann er den UAE Cup und die Gesamtwertung des Etappenrennens Tour of Al Zubarah. Er wurde 2016 tunesischer Meister im Einzelzeitfahren.

## Erfolge
2009
- Tunesischer Meister – Straßenrennen

2013
- Challenge du Prince – Trophée de la Maison Royale

2015
- UAE Cup
- Mannschaftszeitfahren Jelajah Malaysia
- Gesamtwertung und eine Etappe Tour of Al Zubarah

2016
- Tunesischer Meister – Einzelzeitfahren

2017
- eine Etappe Tour de Tunisie

## Teams
- 2014–2017 Skydive Dubai Pro Cycling Team